# Трансфікс
Трансфікс (лат. transfixus — пробитий, пронизаний) — мовознавчий різновид афікса, розриває корінь слова, що складається з приголосних, шляхом вставки голосних (наприклад, у триголосному корені арабської мови або в інших семітських мовах).